# Víctor Cámara
Víctor Cámara (Caracas, Venezuela 1959. június 10. –) venezuelai színész. Főként telenovellákban szerepel.

## Élete
Víctor Camara 1959. június 10-én született Caracasban. Művészcsaládba született. Édesapja Carlos Cámara, édesanyja Elisa Parejo és testvére Carlos Cámara Jr. is színész. 1977-ben vette feleségül Ivette Planchardot. Lányuk, Samantha 1997-ben született.
Víctor elekrtromérnöknek tanult a Universidad Central de Venezuela-n, ezzel párhuzamosan tanult színészetet. Karrierje kezdetén volt színházi hangtechnikus, produkciós asszisztens és rendezőasszisztens is. Ezután a RCTV-nél kezdett dolgozni, ahol több telenovellát forgatott. Legismertebb az 1984-es Topacio. Víctor dolgozott a Venevisión, a Televisa és a Telemundo stúdiónak is. Jelenleg Miamiban él a családjával együtt.

## Filmjei

### Telenovellák
| Év   | Eredeti Cím               | Cím                  | Szerep                                 |
| ---- | ------------------------- | -------------------- | -------------------------------------- |
| 1979 | La comadre                |                      |                                        |
| 1981 | Luisana mía               |                      | Alfredo                                |
| 1982 | ¿Qué pasó con Jacqueline? |                      |                                        |
| 1982 | Jugando a vivir           |                      | Máximo Leal                            |
| 1983 | Bienvenida esperanza      |                      | Gerardo Aparicio                       |
| 1984 | Topacio                   |                      | Jorge Luis                             |
| 1985 | Rebeca                    |                      |                                        |
| 1986 | La intrusa                |                      | Luis Antonio Rossi                     |
| 1987 | Pobre señorita Limantour  |                      | Julio Adrián                           |
| 1989 | Paraíso                   |                      | Adrián Arturo                          |
| 1991 | Inés Duarte, secretaria   |                      | Andrés Martan                          |
| 1991 | Bellísima                 |                      | Ricardo Linares Rincón                 |
| 1993 | Rosangélica               | Rosangélica          | Óscar Eduardo Gel de la Rosa / Argenis |
| 1994 | Peligrosa                 |                      | Luis Fernando                          |
| 1996 | Pecado de amor            | Vétkes szerelem      | Alejandro                              |
| 1998 | El país de las mujeres    | A nők világa         | Camilo Reyes                           |
| 1999 | Toda mujer                | Igazi nő             | Ricardo Tariffi                        |
| 2000 | Hechizo de amor           | A szerelem varázsa   | Jorge Luis Larrios                     |
| 2001 | Guerra de mujeres         | A nők háborúja       | Armando Herrera                        |
| 2002 | Las González              |                      | Rómulo Trigo                           |
| 2003 | Rebeca                    | Rebeca               | Sergio Montalbán                       |
| 2005 | Soñar no cuesta nada      | Hazugságok hálójában | Arturo Hernández                       |
| 2005 | El amor no tiene precio   |                      | Nelson Mandela                         |
| 2006 | Mi amor secreto           |                      |                                        |
| 2007 | Bajo las Riendas del Amor |                      | Antonio Linares                        |
| 2008 | En nombre del Amor        | A szerelem nevében   | Orlando Ferrer                         |
| 2010 | Perro Amor                |                      | Pedro Brando                           |
| 2011 | Natalia del Mar           | A sors hullámain     | Adolfo Uzcategui                       |
| 2012 | El Talismán               | Talizmán             | Manuel Bermúdez                        |

### Játékfilmek
| Év   | Eredeti Cím          | Cím | Szerep                 |
| ---- | -------------------- | --- | ---------------------- |
| 1995 | Rosa de Francia      |     | Roberto                |
| 2007 | 13 segundos          |     | Dr. Eduardo Valladares |
| 2009 | El secreto de Jimena |     | Adam                   |
| 2010 | La mujer del coronel |     |                        |
| 2010 | The Celibacy         |     | Bruno                  |

## Fordítás
- Ez a szócikk részben vagy egészben  a   Víctor Cámara című spanyol Wikipédia-szócikk fordításán alapul.  Az eredeti cikk szerkesztőit annak laptörténete sorolja fel. Ez a jelzés csupán a megfogalmazás eredetét és a szerzői jogokat jelzi, nem szolgál a cikkben szereplő információk forrásmegjelöléseként.